# کیریوینا

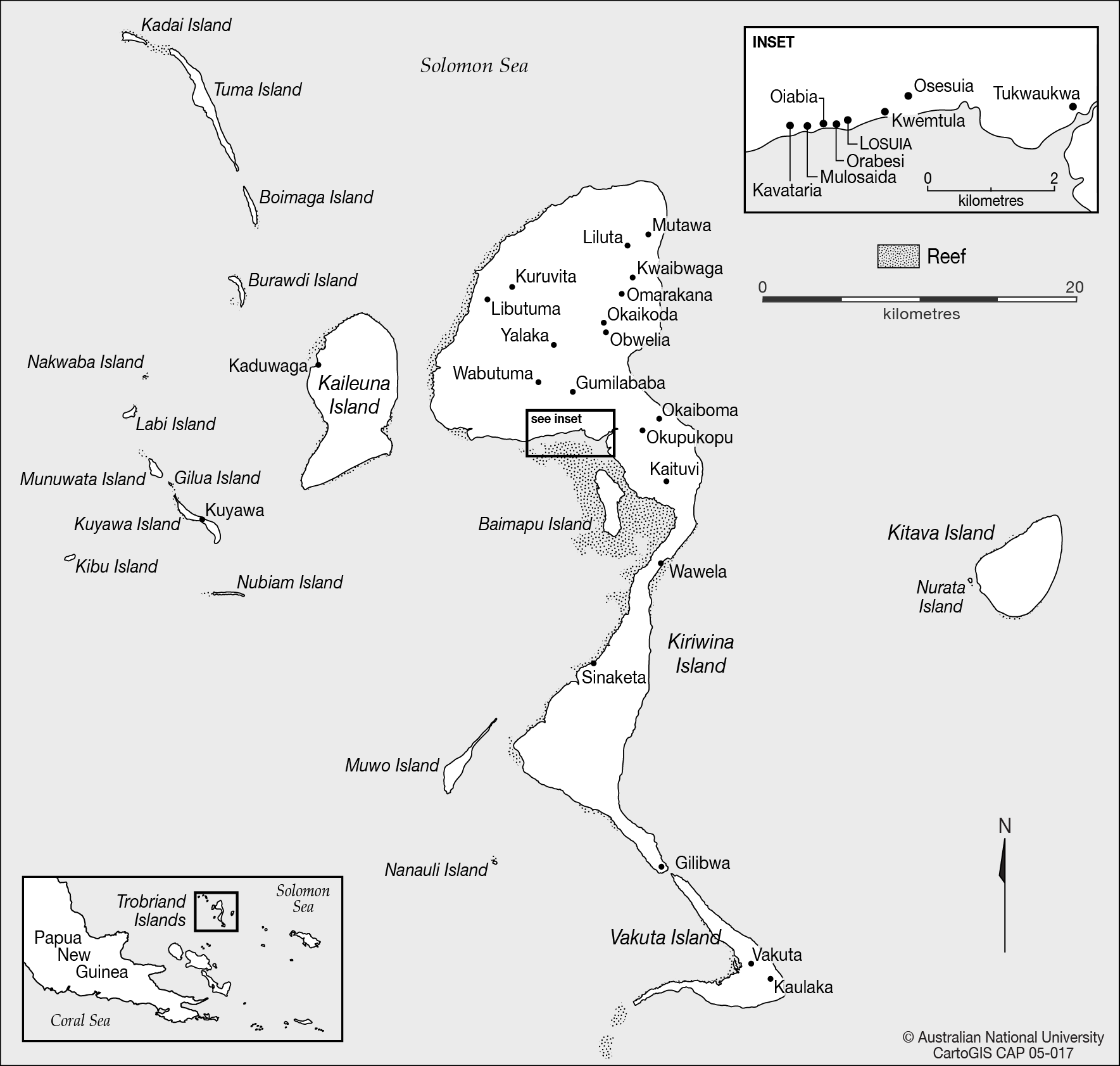
نقشه شهر

کیریوینا یکی از شهرهای استان خلیج میلنه، واقع در کشور پاپوآ گینه نو است. کیریوینا با وسعت ۲۹۰٫۵ کیلومتر مربع بزرگترین جزیره از جزایر تروبریاند می باشد. بیشتر جمعیت ۱۲٬۰۰۰ نفری این جزایر ساکن کیریوینا هستند. زبان رایج منطقه کیریوینا یا کیلیویلا است.